# Hermann Heinrich Reimerdes
Hermann Heinrich Reimerdes (* 5. September 1822 in Großer Neelhof; † 21. Dezember 1870 ebenda) war ein deutscher Gutsbesitzer und Abgeordneter des Provinziallandtages der Provinz Hessen-Nassau.

## Leben
Hermann Heinrich Reimerdes wurde als Sohn des Gutsbesitzers Ernst David Reimerdes und dessen Gemahlin Christiane Charlotte Freiin von der Recke geboren. 1849 übernahm er von seinem Vater den Gutsbesitz und kam 1868 als Vertreter der höchstbesteuerten Grundbesitzer in den Kurhessischen Kommunallandtag des Regierungsbezirks Kassel. Aus der Mitte des Parlaments wurde er zum Abgeordneten des Provinziallandtages der Provinz Hessen-Nassau gewählt. Reimerdes blieb bis zu seinem Tode in beiden Parlamenten. Friedrich Wilhelm Bredemeier folgte ihm in seinem Amt.